# Babongo (peuple)
Les Babongos sont un peuple forestier du Gabon ainsi que de la République du Congo, sous groupe des pygmées Babinga.

## Description
Vivant entièrement dans la forêt, encore peu connus, le débat sur l'existence d'une langue propre n'est pas conclu bien qu'ils parlent les langues de leurs voisins bantous.
Paul Belloni Du Chaillu, qui les a découverts, leur a donné le nom d'Obongos.
En République du Congo, ils vivent dans les régions du Kouilou, du Niari, de la Bouenza et de la Lekoumou,,.